# Спасский, Василий Лукич
Василий Лукич Спасский (1831—1884) — российский публицист и педагог.

## Биография
Родился в 1831 году в г. Щигры Курской губернии.
Образование он получил на историко-филологическом факультете Харьковского университета, окончив который, стал преподавателем в Харьковских средних учебных заведениях; преподавал латинский язык на «приготовительных по университету курсах».
Активно участвовал в харьковской печати 1860-х годов: написал целый ряд статей, затрагивающих вопросы местного характера. В основном они касались грамотности и нищенства. Наиболее известным стало его сочинение «Характеристика Харькова в отношении грамотности и просвещения» (Харьков, 1874) с анализом данных харьковской переписи 1873 года. Также им было составлено «Историко-статистическое обозрение пятилетия Третьей Харьковской гимназии» (Харьков: тип. Губ. правл. и И. Д. Гинзбурга, 1867).
Как общественный деятель Спасский имел довольно большое исключительно местное значение.
Умер в 1884 году.